# Campionati italiani primaverili di nuoto 2018
I LXV Campionati italiani primaverili di nuoto (nome ufficiale, per ragioni di sponsorizzazione, Assoluti Primaverili UnipolSai) si sono svolti a Riccione dal 10 al 14 aprile 2018. È stata utilizzata la vasca da 50 metri.
Le gare sono state disputate in due turni (batterie e finali) ad eccezione di 800 e 1500 stile libero e delle staffette, che si sono disputate in serie.

## Podi

### Uomini
| Evento               | Oro | Tempo                                                                           | Argento                                                                                     | Tempo                           | Bronzo                                                                                     | Tempo                                   |
| Stile libero         | |                                                                                 |                                                                                             |                                 |                                                                                            |                                         |
| 50 m                 | Andrea Vergani | 21"70                                                                           | Luca Dotto                                                                                  | 22"06                           | Lorenzo Zazzeri                                                                            | 22"35                                   |
| 100 m                | Alessandro Miressi | 48"36                                                                           | Luca Dotto                                                                                  | 48"56                           | Ivano Vendrame                                                                             | 48"98                                   |
| 200 m                | Filippo Megli | 1'47"78                                                                         | Stefano Di Cola                                                                             | 1'48"76                         | Mattia Zuin                                                                                | 1'48"93                                 |
| 400 m                | Domenico Acerenza | 3'46"27                                                                         | Filippo Megli                                                                               | 3'50"23                         | Gregorio Paltrinieri                                                                       | 3'50"86                                 |
| 800 m                | Gregorio Paltrinieri | 7'45"53                                                                         | Domenico Acerenza                                                                           | 7'57"60                         | Johannes Calloni                                                                           | 7'59"80                                 |
| 1500 m               | Gregorio Paltrinieri | 14'50"35                                                                        | Domenico Acerenza                                                                           | 15'00"63                        | Mario Sanzullo                                                                             | 15'18"89                                |
| Dorso                | |                                                                                 |                                                                                             |                                 |                                                                                            |                                         |
| 50 m                 | Simone Sabbioni | 25"17                                                                           | Niccolò Bonacchi                                                                            | 25"22                           | Thomas Ceccon                                                                              | 25"48                                   |
| 100 m                | Thomas Ceccon | 53"94 - RIC/RIJ                                                                 | Simone Sabbioni                                                                             | 54"23                           | Christopher Ciccarese                                                                      | 54"40                                   |
| 200 m                | Matteo Restivo | 1'56"93                                                                         | Luca Mencarini                                                                              | 1'58"04                         | Christopher Ciccarese                                                                      | 1'58"64                                 |
| Rana                 | |                                                                                 |                                                                                             |                                 |                                                                                            |                                         |
| 50 m                 | Fabio Scozzoli | 26"73                                                                           | Andrea Toniato                                                                              | 27"70                           | Luca Pizzini                                                                               | 27"71                                   |
| 100 m                | Fabio Scozzoli | 59"33                                                                           | Zaccaria Casna                                                                              | 1'01"26                         | Federico Poggio                                                                            | 1'01"42                                 |
| 200 m                | Luca Pizzini | 2'09"91                                                                         | Edoardo Giorgetti                                                                           | 2'11"41                         | Flavio Bizzarri                                                                            | 2'11"91                                 |
| Farfalla             | |                                                                                 |                                                                                             |                                 |                                                                                            |                                         |
| 50 m                 | Andrea Vergani | 23"65                                                                           | Piero Codia                                                                                 | 23"73                           | Daniele D'Angelo                                                                           | 23"80                                   |
| 100 m                | Matteo Rivolta | 51"89                                                                           | Piero Codia                                                                                 | 51"90                           | Federico Burdisso                                                                          | 52"58                                   |
| 200 m                | Federico Burdisso | 1'57"23 - RIC/RIJ                                                               | Filippo Berlincioni                                                                         | 1'57"82                         | Christian Ferraro                                                                          | 1'58"06                                 |
| Misti                | |                                                                                 |                                                                                             |                                 |                                                                                            |                                         |
| 200 m                | Thomas Ceccon | 2'00"43 - RIC/RIJ                                                               | Federico Turrini                                                                            | 2'00"93                         | Alberto Razzetti                                                                           | 2'01"08                                 |
| 400 m                | Federico Turrini | 4'16"40                                                                         | Pier Andrea Matteazzi                                                                       | 4'17"21                         | Mattia Bondavalli                                                                          | 4'21"13                                 |
| Staffette            | |                                                                                 |                                                                                             |                                 |                                                                                            |                                         |
| 4x100 m stile libero | Centro Sportivo Esercito Lorenzo Zazzeri Piero Codia Ivano Vendrame Giovanni Izzo                                                                                              | 3'18"07 49"76 49"74 48"96 49"61                                                 | Gruppo Sportivo Fiamme Oro Roma Luca Leonardi Matteo Rivolta Mattia Zuin Alessandro Miressi | 3'18"95 50"13 50"51 50"21 48"10 | Centro Sportivo Carabinieri Luca Dotto Luca Angelo Dioli Filippo Megli Marco Belotti       | 3'19"91 48"82 50"76 50"22 50"11         |
| 4x200 m stile libero | Centro Sportivo Esercito Nicolangelo Di Fabio Lorenzo Glessi Federico Turrini Matteo Ciampi Centro Sportivo Carabinieri Filippo Megli Samuel Pizzetti Marco Belotti Luca Dotto | 7'16"31 1'49"48 1'51"07 1'48"79 1'46"97 7'16"31 1'47"29 1'52"60 1'48"70 1'47"72 |                                                                                             | -                               | Circolo Canottieri Aniene A Alex Di Giorgio Damiano Lestingi Valerio Oriente Valerio Coggi | 7'18"35 1'50"12 1'49"31 1'49"50 1'49"42 |
| 4x100 m misti        | Gruppo Sportivo Fiamme Oro Roma A Christopher Ciccarese Edoardo Giorgetti Matteo Rivolta Alessandro Miressi                                                                    | 3'35"04 54"95 1'01"19 50"85 48"05                                               | Centro Sportivo Esercito Simone Sabbioni Fabio Scozzoli Piero Codia Ivano Vendrame          | 3'36"33 54"89 59"96 51"98 49"50 | SMGM Team Nuoto Lombardia Matteo Milli Federico Poggio Luca Chirico Mattia Schirru         | 3'40"65 55"01 1'01"12 54"28 50"24       |

### Donne
| Evento               | Oro                                                                                               | Tempo                                   | Argento                                                                                      | Tempo                                   | Bronzo                                                                                            | Tempo                                   |
| Stile libero         |                                                                                                   |                                         |                                                                                              |                                         |                                                                                                   |                                         |
| 50 m                 | Lucrezia Raco                                                                                     | 25"33                                   | Erika Ferraioli                                                                              | 25"40                                   | Nicoletta Ruberti                                                                                 | 25"49                                   |
| 100 m                | Federica Pellegrini                                                                               | 54"42                                   | Erika Ferraioli                                                                              | 55"33                                   | Laura Letrati                                                                                     | 55"63                                   |
| 200 m                | Stefania Pirozzi                                                                                  | 1'59"71                                 | Linda Caponi                                                                                 | 1'59"94                                 | Margherita Panziera                                                                               | 2'00"21                                 |
| 400 m                | Simona Quadarella                                                                                 | 4'06"78                                 | Stefania Pirozzi                                                                             | 4'08"93                                 | Linda Caponi                                                                                      | 4'09"76                                 |
| 800 m                | Simona Quadarella                                                                                 | 8'25"82                                 | Diletta Carli                                                                                | 8'33"92                                 | Alisia Tettamanzi                                                                                 | 8'34"62                                 |
| 1500 m               | Simona Quadarella                                                                                 | 15'57"66                                | Martina De Memme                                                                             | 16'15"33                                | Giulia Gabbrielleschi                                                                             | 16'19"52                                |
| Dorso                |                                                                                                   |                                         |                                                                                              |                                         |                                                                                                   |                                         |
| 50 m                 | Silvia Scalia                                                                                     | 28"30                                   | Tania Quaglieri                                                                              | 28"46                                   | Margherita Panziera                                                                               | 28"50                                   |
| 100 m                | Federica Pellegrini                                                                               | 1'00"03                                 | Margherita Panziera                                                                          | 1'00"54                                 | Silvia Scalia                                                                                     | 1'00"78                                 |
| 200 m                | Margherita Panziera                                                                               | 2'08"99                                 | Carlotta Toni                                                                                | 2'11"10                                 | Giulia D'Innocenzo                                                                                | 2'12"26                                 |
| Rana                 |                                                                                                   |                                         |                                                                                              |                                         |                                                                                                   |                                         |
| 50 m                 | Arianna Castiglioni                                                                               | 30"67                                   | Martina Carraro                                                                              | 30"93                                   | Benedetta Pilato                                                                                  | 31"82                                   |
| 100 m                | Arianna Castiglioni                                                                               | 1'06"91                                 | Martina Carraro                                                                              | 1'07"80                                 | Ilaria Scarcella                                                                                  | 1'08"48                                 |
| 200 m                | Francesca Fangio                                                                                  | 2'26"72                                 | Martina Carraro                                                                              | 2'27"92                                 | Letizia Memo                                                                                      | 2'28"25                                 |
| Farfalla             |                                                                                                   |                                         |                                                                                              |                                         |                                                                                                   |                                         |
| 50 m                 | Elena Di Liddo                                                                                    | 26"48                                   | Ilaria Bianchi                                                                               | 26"66                                   | Elena Gemo                                                                                        | 26"90                                   |
| 100 m                | Ilaria Bianchi                                                                                    | 57"70                                   | Elena Di Liddo                                                                               | 57"75                                   | Claudia Tarzia                                                                                    | 58"68                                   |
| 200 m                | Alessia Polieri                                                                                   | 2'08"15                                 | Ilaria Bianchi                                                                               | 2'08"33                                 | Ilaria Cusinato                                                                                   | 2'08"78                                 |
| Misti                |                                                                                                   |                                         |                                                                                              |                                         |                                                                                                   |                                         |
| 200 m                | Ilaria Cusinato                                                                                   | 2'11"26                                 | Sara Franceschi                                                                              | 2'13"36                                 | Carlotta Toni                                                                                     | 2'14"33                                 |
| 400 m                | Ilaria Cusinato                                                                                   | 4'37"14                                 | Carlotta Toni                                                                                | 4'39"27                                 | Alessia Polieri                                                                                   | 4'40"84                                 |
| Staffette            |                                                                                                   |                                         |                                                                                              |                                         |                                                                                                   |                                         |
| 4x100 mstile libero  | Centro Sportivo Esercito Laura Letrari Aglaia Pezzato Giorgia Biondani Erika Ferraioli            | 3'42"35 55"55 56"07 56"39 54"34         | Circolo Canottieri Aniene A Elena Di Liddo Federica Pellegrini Giulia Spaziani Sofia Iurasek | 3'43"37 56"75 53"56 55"84 57"22         | Gruppo Sportivo Fiamme Oro Roma Giada Galizi Stefania Pirozzi Miriana Durante Margherita Panziera | 3'43"99 56"04 56"80 56"33 54"82         |
| 4x200 m stile libero | Gruppo Sportivo Fiamme Oro Roma Erica Musso Ilaria Cusinato Stefania Pirozzi Margherita Panziera  | 8'04"58 2'01"46 2'02"78 1'59"76 2'00"58 | Centro Sportivo Esercito Flora Tavoletta Alice Nesti Laura Letrari Martina De Memme          | 8'05"32 2'01"99 2'02"37 2'00"85 2'00"11 | Centro Sportivo Carabinieri Linda Caponi Chiara Masini Luccetti Rachele Ceracchi Paola Biagioli   | 8'08"97 1'59"92 2'03"04 2'03"19 2'02"82 |
| 4x100 m misti        | Gruppo Sportivo Fiamme Oro Roma Margherita Panziera Ilaria Scarcella Ilaria Cusinato Giada Galizi | 4'02"12 59"96 1'08"27 59"18 54"71       | Circolo Canottieri Aniene A Silvia Scalia Marta Verzi Elena Di Liddo Federica Pellegrini     | 4'05"68 1'01"32 1'11"90 57"81 54"65     | Gruppo Nuoto Fiamme Gialle Sara Franceschi Arianna Castiglioni Alessia Polieri Alice Mizzau       | 4'06"09 1'02"84 1'07"03 59"94 56"28     |